# Florina Ilis
Florina Ilis (Olcsa, 1968. augusztus 26. –) román írónő.

## Életrajz
Egy Bihar megyei kistelepülésen született, Kolozsvárott él. Ahhoz az írónemzedékhez tartozik, amelyik műveivel az utóbbi évtizedben jelent meg az irodalmi közéletben. Első kötete, a Haiku și caligrame („Haiku és kalligram”, 2000) egy haikugyűjtemény, amelyben újszerűen ötvözte a költészetet a – Rodica Frențiu által készített – szövegrajzokkal. Ezután rövid időn belül két regényt is megjelentetett, amely a kritikusok és az olvasók körében egyaránt kedvező fogadtatásban részesült. Ezek a Coborârea de pe cruce („Leszállás a keresztről”, 2001) és a Chemarea lui Matei („Máté hivatása”, 2002) voltak. Az utóbbi Máté hivatása című művének színpadi változatát a kolozsvári Lucian Blaga Nemzeti Színház mutatta be.
Ezután született a mindeddig legsikeresebb regénye, a Gyerekek háborúja (Cruciada copiilor), amely 2005-ben elnyerte a România literară irodalmi folyóirat prózai díját, majd 2010-ben a francia fordítás révén a Courrier International díját az év legjobb külföldi könyvéért. A regény megjelent francia, héber, magyar, olasz és spanyol nyelven is.
Mindhárom regényére jellemző formai újítás, hogy a szerző nem használ pontot a mondatok végén, ezzel hangsúlyozva a történet folyamatosságát, jelenidejűségét. A szerző úgy nyilatkozott, hogy "az életben sincsenek pontok, csak az az egy, a végén", és tréfásan "vessző-trilógiának" nevezte a három regényt. Ezenkívül hozzátette, hogy noha sok közös kapcsolat nincs a regények között, de például mindegyik címe (románul) C-vel kezdődik, így akár C-trilógia is lehetne az összefoglaló nevük.
Következő, Cinci nori pe cerul de răsărit („Öt színes felhő a keleti égen”) című regénye, amelynek a cselekménye Japánban játszódik, a tekintélyes Cartea Românească könyvkiadónál jelent meg. Florina Ilis 2005 márciusa óta a Romániai Írószövetség (Uniunea Scriitorilor din România) tagja. 2007-ben Pécs vendége volt, ahol az Európa kulturális fővárosa 2010-es rendezvénysorozat előkészületeként mintegy másfél hónap alatt naplót készített a városról.
2012 őszén jelent meg új regénye Vieţile paralele (Párhuzamos életek) címmel, amely Mihai Eminescu életéről szól.

## Magyarul
- Gyerekek háborúja. Regény; ford. Koszta Gabriella; Jelenkor, Pécs, 2009